# Taenitis trilobata
Taenitis trilobata är en kantbräkenväxtart som beskrevs av Holtt. Taenitis trilobata ingår i släktet Taenitis och familjen Pteridaceae. Inga underarter finns listade.